# Ciemne świecidło
Ciemne świecidło – zbiór wierszy Aleksandra Wata wydany w Paryżu w 1968 r. 
Tom przygotowany do druku przez autora ukazał się już po jego śmierci. Część I zawiera ostatnie wiersze Wata z lat 1963-1967, zatytułowane Ciemne świecidło. Część II obejmuje  Wybór wierszy dawniejszych z lat 1920-1962 oraz fragmenty prozy poetyckiej JA z jednej strony i JA z drugiej strony mego mopsożelaznego piecyka wraz z artykułem Coś niecoś o „piecyku” na temat genezy tego utworu.
Wiersze z Ciemnego świecidła mają formę nieostateczną, „kształty zastygłe w nie-wykończeniu”. Tom składa się z wierszy w formie notatek i zapisków, komentarzy do bieżących wydarzeń, przypisów i glos do przeczytanych lektur, trawestacji mitów antycznych i biblijnych oraz tzw. „naszeptów magnetofonowych”. 
Wg Czesława Miłosza: Kapryśne, wysoce subiektywne zapisy – tym są, przynajmniej z pozoru, późne wiersze Wata. Mówi on o sobie. A przecie, mocą niespodziewanej przemiany, ta kronika własnych przypadłości staje się zarazem kroniką wszystkich udręk naszego stulecia.

## Przekłady na języki obce
- Was sagt die Nacht? Ausgewaelte Gedichte. Der Erwige Jude. Erzaehlungen, Bad Honnef: Gildenstern, 1991.
- Lume oscuro, Roma: Lithos, 2006.

## Recenzje i omówienia
- Baranowska Małgorzata, Poeta mimo woli, „Teksty Drugie” 1991, nr 1-2, s. 185-190.
- Brakoniecki Kazimierz, Światłość w ciemności. O wierszach Aleksandra Wata, „Poezja” 1982, nr 10, s. 6-22.
- Jeleński Konstanty A., Lumen obscurum. O poezji Aleksandra Wata, „Wiadomości” (Londyn) 1968, nr 45, s. 2.
- Lektor, Wiersze z oddechem, „Tygodnik Powszechny” 2009, nr 11, s. 48.
- Przymuszała Beata, „Czas wzbogacony” w późnej liryce Aleksandra Wata, „Pamiętnik Literacki” 2001, z. 1, s. 137-159.
- Stala Marian, Od czarnego słońca do ciemnego świecidła, „Teksty” 1980, nr 6, s. 105-121.
- Ward Jean, Angielski poeta o „wielkim polskim luminarzu”. Geoffrey Hill i „Ciemne świecidło” Aleksandra Wata, „Ruch Literacki” 2011, z. 1, s. 53-67.